# لوطایه
لوطایه (به عربی: لوطاية) یک شهرداری در الجزایر است که در استان بسکره واقع شده‌است. لوطایه ۸٬۷۸۷ نفر جمعیت دارد.